# Andrés Pascual Santoja
Andrés Pascual Santoja (Alcoy, Alicante, 18 de noviembre de 1996), llamado en otras fuentes Andrés Pascual Santonja y más conocido como Sito, es un futbolista español que juega de extremo izquierdo en el CF Intercity de la Primera Federación.

## Trayectoria

### Inicios
Empezó a formarse como futbolista en el Vedruna y posteriormente en el CD Alcoyano, hasta que finalmente la disciplina del Valencia CF se hizo con él. 

### Valencia CF
En la temporada 2013-14, el 29 de marzo de 2014, siendo aún jugador de la categoría Juvenil a las órdenes de Rubén Baraja, debutó con el Valencia Mestalla de Curro Torres en un partido del grupo III de Segunda División B contra el Elche CF Ilicitano, que finalizó con empate a cero. En su tercer encuentro, el 13 de abril de 2014, marcó su primer gol como profesional en una victoria por 3–0 contra el Huracán Valencia CF. Participó en un total de 5 encuentros esta temporada.
La 2014/15 siguió en el equipo Juvenil de Rubén Baraja, pero participó de nuevo en 5 partidos con el Valencia Mestalla en Segunda B. 
En la temporada 2015/16 participó con el equipo Juvenil, dirigido por Miguel Ángel Angulo en la UEFA Youth League, pero también se convirtió en revulsivo y jugador importante en el Valencia Mestalla, sobre todo en la segunda vuelta, llegando a participar en un total de 19 partidos y marcando 4 goles. Esta temporada también llegó a debutar, con 19 años, en el primer equipo en la 38.ª jornada de Liga el 13 de mayo de 2016 contra la Real Sociedad en Mestalla, decidiendo el técnico Pako Ayestaran que entrara en el minuto 39 en sustitución del lesionado Piatti, dejando buenas sensaciones.
La campaña 2016/17 siguió siendo un futbolista importante para Curro Torres, pero los problemas físicos le impidieron tener toda la continuidad que hubiese deseado. Marcó 2 goles participando en 23 partidos de liga y 3 partidos de la histórica fase de playoff de ascenso, en la que solo pudo disputar tres de los seis encuentros por lesión. Su nombre empezó a sonar con fuerza para reforzar al primer equipo, El club decidió ampliar su contrato hasta 2020. Este año también fue convocado para el primer equipo, en concreto por el técnico Voro para un partido de Copa, en el que no tuvo minutos, y un partido de Liga en El Sadar frente a Osasuna en los últimos minutos, entrando por Munir en el minuto 89 y siendo la opción escogida por delante de Bakkali, algo que no sentó nada bien al belga.
Los problemas físicos le hicieron recaer en verano de 2017, justo cuando el nuevo técnico Marcelino García Toral iba a probarlo y tenerlo en cuenta para el primer equipo. Siguió trabajando en Paterna para recuperarse.

### Lorca FC
Se barajó su posible cesión al Zaragoza, pero finalmente el 8 de agosto de 2017 se hizo oficial su cesión por una temporada al Lorca Fútbol Club, equipo recién ascendido a la Liga 123, dirigido por Curro Torres y con sus excompañeros Tropi y Eugeni. Empezó disputando los primeros encuentros pero con un rendimiento irregular, y una inoportuna lesión le mantuvo fuera de las convocatorias durante más de un mes. Luego pasó a tener mucho menos protagonismo, y la destitución de Curro Torres en diciembre propició que se acordara en enero el fin de su cesión y por tanto su regreso al club valencianista.

### Regreso al Mestalla
El Valencia Mestalla recuperó a Sito en enero de 2018, valorando otra posible cesión o mantenerlo en el equipo hasta final de temporada.

### Asteras Trípoli C.F.
Tras abandonar el Valencia Mestalla, pasó a jugar en el Asteras Trípoli CF. de la Superliga Griega, permaneciendo en el club cuatro temporadas.

### C.F. Intercity
El 4 de julio de 2024, tras terminar contrato con el Asteras Trípoli C.F., fichó por cuatro temporadas por el C.F. Intercity de la Primera Federación RFEF.

## Estadísticas

### Clubes
Actualizado al último partido disputado el 26 de octubre de 2024.
| Club                             | Div.          | Temporada     | Liga  | Liga  | Copas nacionales | Copas nacionales | Copas internacionales | Copas internacionales | Total | Total |
| Club                             | Div.          | Temporada     | Part. | Goles | Part.            | Goles            | Part.                 | Goles                 | Part. | Goles |
| -------------------------------- | ------------- | ------------- | ----- | ----- | ---------------- | ---------------- | --------------------- | --------------------- | ----- | ----- |
| Valencia Mestalla C. F. · España | 3.ª           | 2013-14       | 5     | 1     | ―                | ―                | —                     | —                     | 5     | 1     |
| Valencia Mestalla C. F. · España | 3.ª           | 2014-15       | 5     | 0     | —                | —                | —                     | —                     | 5     | 0     |
| Valencia Mestalla C. F. · España | 3.ª           | 2015-16       | 19    | 4     | —                | —                | —                     | —                     | 19    | 4     |
| Valencia Mestalla C. F. · España | 3.ª           | 2016-17       | 26    | 2     | —                | —                | —                     | —                     | 26    | 2     |
| Valencia Mestalla C. F. · España | 3.ª           | 2017-18       | 10    | 0     | —                | —                | —                     | —                     | 10    | 0     |
| Valencia Mestalla C. F. · España | 3.ª           | 2018-19       | 22    | 2     | —                | —                | —                     | —                     | 22    | 2     |
| Valencia Mestalla C. F. · España | Total club    | Total club    | 87    | 9     | 0                | 0                | 0                     | 0                     | 87    | 9     |
| Valencia C. F. · España          | 1.ª           | 2015-16       | 1     | 0     | —                | —                | —                     | —                     | 1     | 0     |
| Valencia C. F. · España          | 1.ª           | 2016-17       | 1     | 0     | 0                | 0                | —                     | —                     | 1     | 0     |
| Valencia C. F. · España          | 1.ª           | 2018-19       | 0     | 0     | —                | —                | —                     | —                     | 0     | 0     |
| Valencia C. F. · España          | Total club    | Total club    | 2     | 0     | 0                | 0                | 0                     | 0                     | 2     | 0     |
| Lorca Deportiva C. F. · España   | 2.ª           | 2017-18       | 9     | 0     | —                | —                | —                     | —                     | 9     | 0     |
| Lorca Deportiva C. F. · España   | Total club    | Total club    | 9     | 0     | 0                | 0                | 0                     | 0                     | 9     | 0     |
| Asteras Trípoli F. C. · Grecia   | 1.ª           | 2019-20       | 23    | 2     | 2                | 0                | ―                     | ―                     | 25    | 2     |
| Asteras Trípoli F. C. · Grecia   | 1.ª           | 2020-21       | 33    | 1     | 2                | 0                | ―                     | ―                     | 35    | 1     |
| Asteras Trípoli F. C. · Grecia   | 1.ª           | 2021-22       | 30    | 2     | 1                | 0                | —                     | —                     | 31    | 2     |
| Asteras Trípoli F. C. · Grecia   | 1.ª           | 2022-23       | 26    | 2     | 1                | 0                | —                     | —                     | 27    | 2     |
| Asteras Trípoli F. C. · Grecia   | 1.ª           | 2023-24       | 18    | 0     | 2                | 0                | —                     | —                     | 20    | 0     |
| Asteras Trípoli F. C. · Grecia   | Total club    | Total club    | 130   | 7     | 8                | 0                | 0                     | 0                     | 138   | 7     |
| C. F. Intercity · España         | 3ª            | 2024-25       | 9     | 1     | 0                | 0                | —                     | —                     | 9     | 1     |
| C. F. Intercity · España         | Total club    | Total club    | 9     | 1     | 0                | 0                | 0                     | 0                     | 9     | 1     |
| Total carrera                    | Total carrera | Total carrera | 237   | 17    | 8                | 0                | 0                     | 0                     | 245   | 17    |